# سالي جويل
سارة مارغريت روفي جويل (بالإنجليزية: Sally Jewell) (21 فبراير 1956) سياسية أمريكية ووزيرة الداخلية الأمريكية الحادية والخمسون في عهد الرئيس باراك أوباما. وكانت ثاني امرأة تشغل هذا المنصب بعد غيل نورتون (في إدارة جورج دبليو بوش). أدى جويل اليمين الدستورية في 12 أبريل 2013. وبوصفها وزيرة الداخلية، كانت جويل أمينة على عشرين بالمئة من الأراضي الأمريكية. بدأت جويل حياتها المهنية كمهندسة تعمل في صناعة النفط قبل الانتقال إلى القطاع المصرفي. في عام 1996، بدأت في العمل مع شركة ري، وهي شركة تجزئة مقرها في سياتل مختصة بتجهيزات نزهات الهواء الطلق، وأصبحت في النهاية الرئيس التنفيذي لعمليات الشركة، ثم الرئيس التنفيذي.
ولدت جويل في لندن عاصمة المملكة المتحدة، وانتقلت إلى الولايات المتحدة في سن الثالثة. وهي من عشاق التخييم والتنزه طوال حياتها، ودعمت جهود حماية البيئة. تزوجت زميلها المهندس وارن جويل، وأنجبت منه طفلين.

## روابط خارجية
- سالي جويل على موقع مونزينجر (الألمانية)